# 불리 (밴드)
불리(Bully)는 미국의 록 밴드이자 가수 겸 기타리스트 얼리샤 버냐노(Alicia Bognanno)의 1인 밴드이다. 2013년 테네시주 내슈빌에서 3인조 밴드로 결성되었다.

## 음반 목록
- Feels Like (2015)
- Losing (2017)
- Sugaregg (2020)